# Tibetaans boeddhisme
Tibetaans boeddhisme is de vorm van boeddhisme die aan het einde van de 7e eeuw in Tibet ontstond en zich daarna gaandeweg ontwikkelde. Het heeft zijn wortels vooral in India, met name in het Mahayana-boeddhisme en het Vajrayana. Daarnaast onderging het nog andere invloeden.
Het Tibetaans boeddhisme is de dominante religie in Tibet, in de Tibetaanse gebieden ten oosten daarvan (Kham, Amdo), in het noorden van Nepal, in Bhutan, in delen van het huidige India, zoals Ladakh, Arunachal Pradesh en Sikkim, in Mongolië en in delen van Rusland, zoals Toeva, Kalmukkië en Boerjatië.
Naast het Tibetaans boeddhisme heeft zich in Tibet nog een andere en daarvan te onderscheiden vorm van boeddhisme ontwikkeld, die bekendstaat onder de naam Bön.

## Een bijzondere ontstaansgeschiedenis
De bijzondere omstandigheden waaronder het boeddhisme naar Tibet kwam, zijn relevant voor de verdere ontwikkeling van de religie geweest. Belangrijk zijn de relatief late introductie van het boeddhisme in Tibet en de weerstanden die het tijdens zijn ontwikkeling heeft moeten overwinnen.

### De late komst van het boeddhisme naar Tibet
Het boeddhisme kwam laat naar Tibet. In het begin van de 7e eeuw was het in Tibet nog vrijwel onbekend. Het land was in die tijd voor een belangrijk deel omringd door gebieden waar dat boeddhisme zich al stevig had gevestigd. Tibet was feitelijk een heidens eiland in een grote boeddhistische oceaan. Die late komst van het boeddhisme in Tibet heeft als consequentie gehad, dat in Tibet dat boeddhisme beïnvloed werd - veel meer dan in gebieden waar het al eerder aanwezig was - door de latere ontwikkelingen van het boeddhisme in India zelf.
In India ontwikkelde de tantrische traditie binnen het boeddhisme zich pas na circa 400. Pas in de 7e eeuw begon die traditie in India de beoefening van het boeddhisme meer te domineren. Als gevolg van de relatief late introductie, speelden in Tibet de tantrische elementen van meet af aan een grote rol.
De boeddhistische literatuur wordt wel verdeeld in
- soetra's: teksten, die geacht worden uitgesproken te zijn door de historische Boeddha dan wel geacht worden zijn instemming te hebben.
- sastra's: commentaren op en verhandelingen over de soetra's
- tantrische geschriften: teksten die een soort handleiding zijn voor rituelen en met name meditatietechnieken ten behoeve van gelovigen.

Het Tibetaans boeddhisme kan als volgt gekarakteriseerd worden: de leerstellingen zijn op de sastra's gebaseerd en de praktijk op de tantrische geschriften.
Na de val van het Tibetaanse rijk in het midden van de 9e eeuw verdwijnt het boeddhisme in zijn georganiseerde en monastieke vorm voor ruim een eeuw uit Centraal-Tibet. Een tweede introductie van het boeddhisme uit India begint aan het eind van de 10e eeuw. Dat is een periode waarin het verval van het boeddhisme in India zelf al is begonnen. Tijdens die tweede introductie is Tibet in staat geweest om de invloed te ondergaan van de laatste grote leraren uit het Indiase boeddhisme, zoals Atisha (980-1052) en Tilopa (988-1069).
Dit is de periode van zeer grote vertaalprojecten vanuit het Sanskriet naar het Tibetaans. Zo rond 1200 is het boeddhisme in India vrijwel verdwenen. Veel teksten in het oorspronkelijk Sanskriet zijn verloren gegaan. De inhoud daarvan is slechts bewaard gebleven in een Tibetaanse vertaling. In geen enkel ander boeddhistisch land is een dergelijke omvang van boeddhistische literatuur geproduceerd.

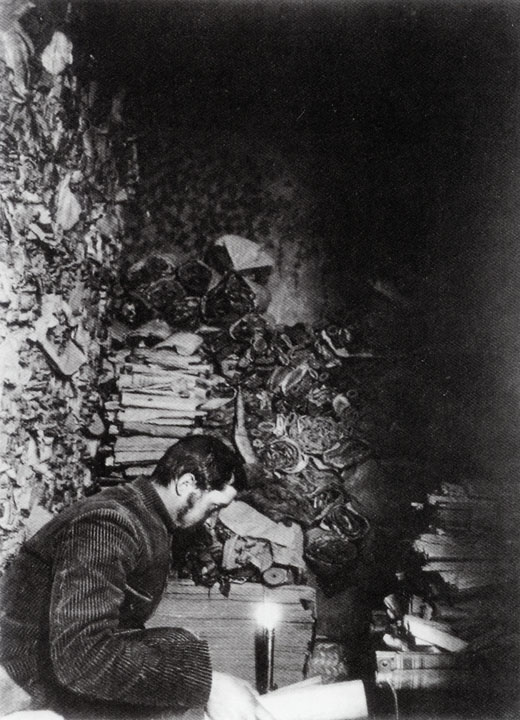
Paul Pelliot onderzoekt de manuscripten van Dunhuang in de Mogao-grot 17

### De tegenstand in Tibet tegen de komst van het boeddhisme
Tijdens de eerste introductie van het boeddhisme in Tibet was het land cultureel achtergebleven in vergelijking met andere boeddhistische gebieden. De culturele onderontwikkeling bleek uit zaken als schriftsysteem, literatuur en aanwezige staatsstructuren. Het boeddhisme stuitte bij zijn introductie op aanzienlijke weerstanden. De legendes over de rol van Padmasambhava bij het bedwingen van preboeddhistische elementen maken dat duidelijk.
Bij seculiere machthebbers binnen het rijk - de krijgsheren - was weerstand tegen de komst van het boeddhisme. Dit blijkt uit veel uitspraken, daterend uit het begin van de 9e eeuw, die te vinden zijn in de manuscripten van Dunhuang.
In de periode van de koning Tri Ralpachan werden de religieuze wetten zeer streng. Diegenen die achterdochtig naar de kloostergemeenschappen keken of daar dreigend naar wezen werden de handen afgehakt of de ogen uitgestoken. Velen werden op die wijze bestraft.— 
De belangrijkste manier om die weerstand te kanaliseren was de opname van preboeddhistische elementen in het zich ontwikkelende Tibetaanse boeddhisme. Deze assimilatie van preboeddhistische elementen was eerder voorgekomen in andere boeddhistische culturen, maar nooit in de mate waarin dat in Tibet plaatsvond.

## Ontstaan van het pantheon van het Tibetaans boeddhisme
Het Tibetaans boeddhisme heeft een aantal kenmerken, die vooral te maken hebben met de wijze van ontstaan van de religie.
Belangrijke notie is daarbij de opname in het pantheon van het Tibetaans boeddhisme van veel preboeddhistische elementen.

### Transformatie van lokale godheden
Er zijn geen literaire bronnen over de aard van de religie in Tibet van voor de 7e eeuw. Kennis over de toen aanwezige religie komt van een klein, maar wel groeiend aantal archeologische vondsten en daarnaast materiaal uit latere literatuur en ritebeschrijvingen.
In de oudste geschriften, zoals de Oude Tibetaanse kroniek  staan met name verhalen over de eerste Tibetaanse koningen. Daaruit wordt duidelijk dat geloof in het sacrale karakter van de heerser een essentieel onderdeel was. De monarch was van hemelse oorsprong en nauw verbonden met beschermende godheden die belichaamd werden door met name de bergen van Tibet. Het heilige karakter van die bergen werd weer geassocieerd met belangrijke functies als bron van water, voeden van water naar rivieren, die het mogelijk maakten in valleien landbouw te bedrijven. Ook in de oudste manuscripten is nooit een naam gevonden voor die verering van die grote hoeveelheid beschermende godheden in de Tibetaanse religieuze praktijk in de vorm van bergen, rivieren, beken, valleien, etc. met vaak een heel lokaal karakter. Rolf Stein noemde deze oude religie van Tibet the nameless religion.
De bergen die geassocieerd werden met lokale godheden worden in het Tibetaans yul ha genoemd. De verering van deze lokale godheden dateert uit de preboeddhistische periode, maar heeft zich tot op de dag van vandaag gehandhaafd en is een van de belangrijkste invloeden van die oorspronkelijke religie op zowel Tibetaans boeddhisme als de Bön.
Katia Buffetrille beschrijft in haar studies de transformatie van een lokale berggod yul ha naar een gnas ri ( heilige boeddhistische berg). Ze gebruikt daarvoor de term Buddhicasation.
Pelgrimsgidsen beschrijven vrijwel zonder uitzondering de onderwerping van de lokale godheden en de vestiging van een mandala van een boeddhistische godheid in het landschap. (The mandalisation of the landscape) De boeddhistische hiërarchie probeerde niet zo zeer de yul ha geheel te vervangen, maar die tot beschermers van de dharma te maken, waarbij die bepaalde karakteristieke lokale eigenschappen konden behouden.

### Dharmapālas
Dharmapala' zijn de beschermers van de dharma. De leerstelling van het vertrouwen in dharmapālas was ontstaan in India als deel van de tantratraditie. Zowel boeddha's, bodhisattva's als getransformeerde godheden kunnen dharmapālas zijn.

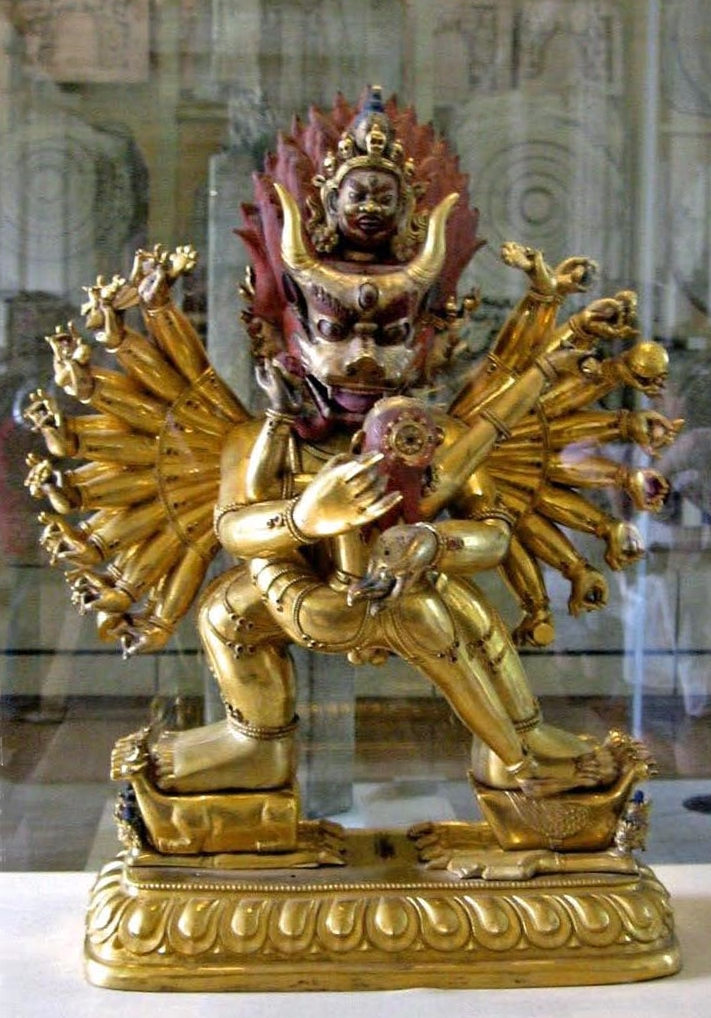
Yamantaka Vajrabhairav
British Museum

In geen boeddhistische stroming heeft die notie echter een dergelijke omvang van dharmapālas bereikt als in het pantheon van het Tibetaans boeddhisme.

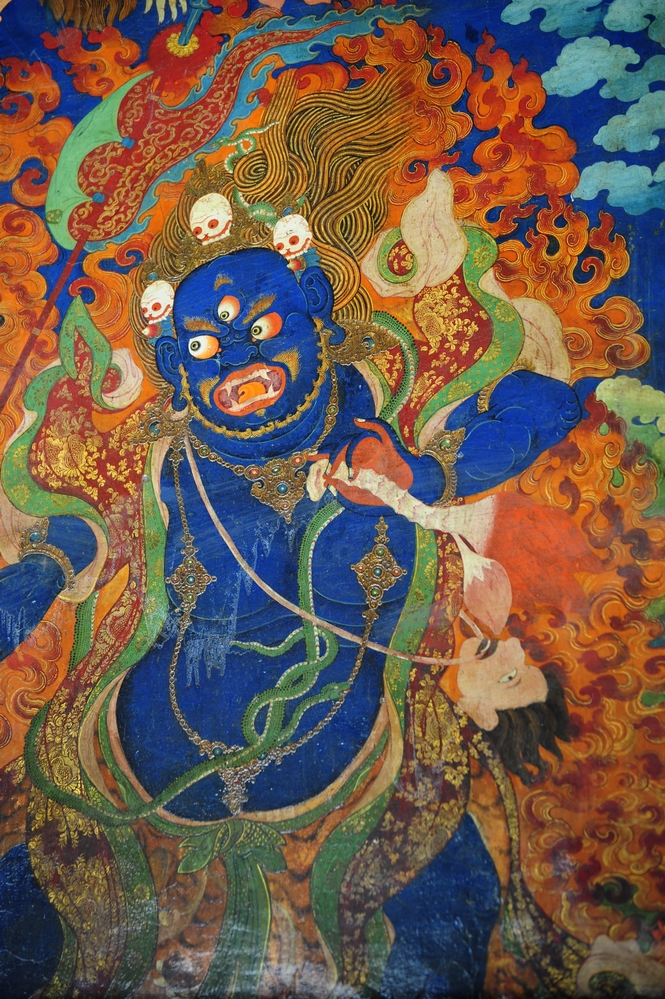
Beeld van Gyalpo Pehar

In de klassieke boeddhistische geschiedschrijving van Tibet werd Shantarakshita door de Tibetaanse koning Trisong Detsen (755-797) verzocht om het eerste boeddhistische klooster in Tibet te stichten. De bouw van Samye verliep niet voorspoedig wat werd geweten aan de lokale godheden en demonen, die niet erg enthousiast over het project zouden zijn geweest. Pogingen deze geesten te verdrijven mislukten en Shantarakshita was gedwongen de koning te melden dat deze taak boven zijn vaardigheden en mogelijkheden lag. Hij adviseerde de koning om de hulp in te roepen van een tantrische meester, Padmasambhava.
Padmasambhava arriveerde in Tibet en gaf de geesten en demonen het ultimatum zich tot het boeddhisme te bekeren dan wel te verdwijnen. Die kozen voor de eerste optie en beloofden daarbij voortaan Tibet en bovenal de dharma te beschermen met dezelfde wil en kracht waarmee ze tot dan toe het boeddhisme hadden bestreden. In het Tibetaans worden deze krachten "damchen" genoemd.
De introductie van tantrische aspecten uit India leidde daarnaast tot een vorm van degradatie van de "damchen", omdat deze in het te creëren Tibetaanse pantheon ruimte moesten maken voor boeddha's en bodhisattva's, die voor de introductie van het boeddhisme niet in het pantheon aanwezig waren. Deze laatste twee hebben een transcendentale oorsprong, die niet alleen over de kracht beschikken om Tibet en de dharma te beschermen, maar ook om gelovigen te helpen op hun pad naar de uiteindelijke verlichting. De "damchen" waren vanaf dat moment meer mundane, cq. wereldlijke goden en worden geacht niet over transcendentale gaven en krachten te beschikken. Er wordt onderscheid gemaakt tussen mundane en supra-mundane godheden, waarbij de laatsten van transcendentale oorsprong zijn. Bekende supra-mundane dharmapala's zijn Mahakala en Yamantaka,
De "damchen" zijn inferieur vergeleken met de supra-mundane godheden, maar hebben daarentegen een veel grotere invloed op het dagelijks leven van de gelovige dan de supra-mundane godheden. De "damchen" hebben deze wereld nooit verlaten en zijn daarom bijvoorbeeld in staat om tijdelijk bezit te nemen van het lichaam van mensen. Op die manier worden ze voor mensen op deze wereld zichtbaar en kunnen ze bescherming en advies geven. Het meest zichtbaar is dat in hun vermogen zich te manifesteren via een orakel. Een bekend voorbeeld daarvan is het orakel van Nechung, het medium waardoor Gyalpo Pehar zich kan manifesteren. Pehar is de belangrijkste van de "damchen" die door Padmasambhava was onderworpen en is de belangrijkste beschermer van de Tibetaanse staat en de dalai lama. Het geloof dat de mundane dharmapala's een grotere invloed hebben op het dagelijks leven van de gelovige hangt samen met de overtuiging dat deze ook menselijke emoties als jaloezie, boosheid en dergelijke kennen, waardoor ze in dat dagelijkse leven ook effectiever kunnen handelen dan de supra-mundane beschermers. Ze kunnen ook aanstoot nemen aan handelingen van zowel mensen als andere mundane beschermers.
Een van de meer unieke aspecten van het pantheon van het Tibetaans boeddhisme is ook dat het niet statisch is. In de geschiedenis van dat boeddhisme zijn er godheden in het pantheon bijgekomen. Godheden in dat pantheon zijn ook opnieuw gepositioneerd. Een voorbeeld daarvan is Dorje Shugden, opgenomen in het pantheon in de 17e eeuw als een mundane beschermer, maar aan het eind van de 20e eeuw binnen de Nieuwe kadampa geherpositioneerd als een boeddha.

## De eerste fase van het boeddhisme in Tibet

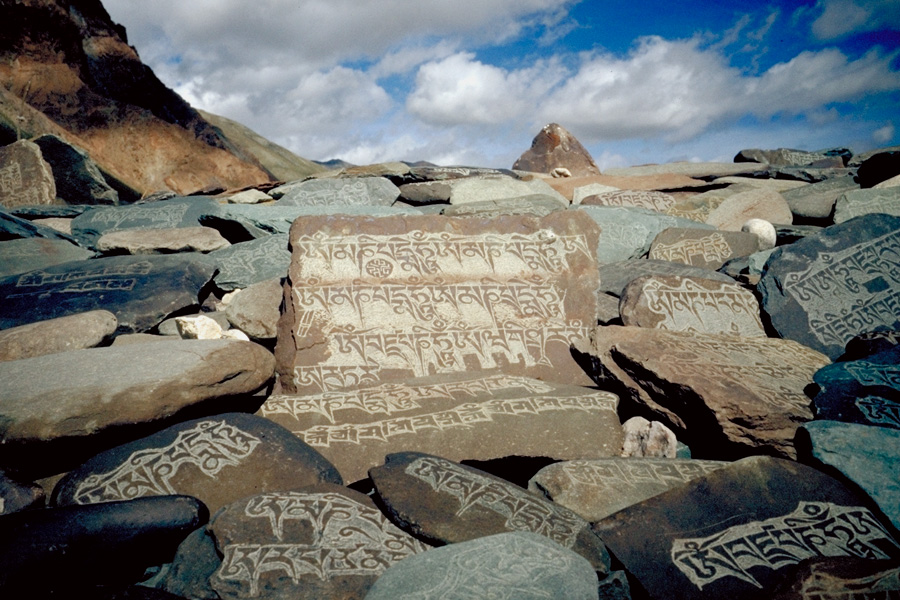
Inscriptie van mantra Om mani padme hum

De klassieke Tibetaanse geschiedschrijving over de periode van de komst van het boeddhisme naar het land dateert voor het grootste deel vanaf het eind van de 10e eeuw. Er zijn zeer grote verschillen tussen die geschiedschrijving en de resultaten van wetenschappelijk en tibetologisch onderzoek van de laatste circa zes decennia. In veel van de klassieke traditie van de Tibetaanse geschiedschrijving is veel van de feitelijke historische werkelijkheid ondergeschikt aan het beoogde spirituele en pedagogische doel.

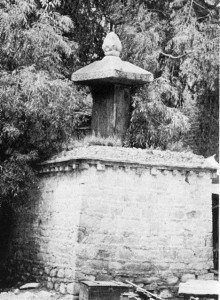
De tekst van het Verdrag van Chang'an in zowel Chinees als Tibetaans op een pilaar bij de Jokhang tempel.Zie voor Engelse vertaling van de tekst

In de klassieke Tibetaanse geschiedschrijving is de eerste melding van boeddhisme in Tibet het verhaal, dat tijdens de periode van de koning Totori Nyantsen, die globaal in de 5e eeuw gesitueerd moet worden, er op wonderlijke wijze een aantal manuscripten uit de hemel vielen en op het dak van het paleis terechtkwamen. Een van die documenten zou de Kāraṇḍavyūha geweest zijn, een soetra die omstreeks het jaar 400 geschreven moet zijn. Deze soetra is het eerste geschrift, waarin de tekst van de mantra Om mani padme hum voorkomt en waarin gesteld wordt dat het reciteren er van het belangrijkste instrument op de weg naar de verlichting is. Het verhaal is echter pas ruim 450 jaar later op schrift gesteld.

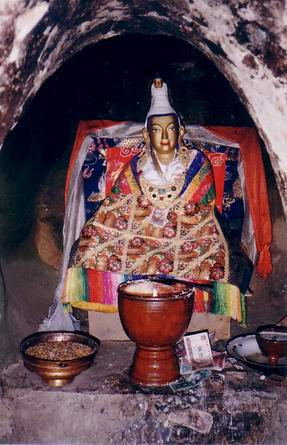
Songtsen Gampo

In die klassieke Tibetaanse geschiedschrijving wordt het boeddhisme dan echt geïntroduceerd tijdens de periode van Songtsen Gampo (605-650), de eerste grote vorst van de Yarlung-dynastie en de grondvester van het grote Tibetaanse rijk, dat in de volgende eeuw een machtige natie in Azië zou worden. Een van de bekendste verhalen uit die geschiedschrijving is de Mani kabum, letterlijk: Verzamelde uitspraken (over) Mani. Mani hier in de betekenis van (de bezitter van) het juweel, de bodhisattva Avalokitesvara.
In de tekst trouwt de koning met de Chinese prinses Wencheng en de Nepalese prinses Bhrikuti Devi. Beiden zijn al boeddhisten en brengen - als deel van hun bruidsschat - afbeeldingen mee van Gautama Boeddha, die een plaats krijgen in speciaal daarvoor gebouwde tempels. Beide vrouwen worden ook beschreven als emanaties van godinnen.
Het verhaal in de Mani kabum is vooral het epos van
1. Het geloof in Avalokitesvara als de beschermer van Tibet.
2. De rol van Songtsen Gampo als de incarnatie van Avalokitesvara en de koning die het boeddhisme in Tibet introduceert in een tot dan toe barbaars land en daarmee de beschaving brengt.
3. De veronderstelling dat de rol van Avalokitesvara voorbestemd was door Gautama Boeddha.

In de klassieke Tibetaanse geschiedschrijving is de tekst van de Mani kabum door Songtsen Gampo zelf geschreven en werd vervolgens verborgen om eeuwen later door tertöns weer ontdekt te worden.
Feitelijk en strikt historisch is de tekst van de Mani kabum geschreven in de 12e en 13e eeuw met nog enkele belangrijke aanvullingen uit de 14e eeuw. Hedendaagse tibetologen hebben in ieder geval grote twijfel aan het huwelijk met en het historisch bestaan van de prinses Bhrikuti Devi.
Het is niet geheel uitgesloten dat er tijdens de periode van Songtsen Gampo al enige boeddhistische aanwezigheid was en getolereerd werd in Tibet. Het moet dan echter om een zeer beperkt aantal individuen gehandeld hebben. In de manuscripten van Dunhuang, die begin 20e eeuw werden ontdekt, zoals de Tibetaanse annalen en de Oude Tibetaanse kroniek wordt nergens melding gemaakt van het voorkomen van enig boeddhisme tijdens deze periode. Er is ook geen enkele hedendaagse tibetoloog, die noties hanteert dat Songtsen Gampo en/of zijn hof zich bekeerd zou hebben tot het boeddhisme.

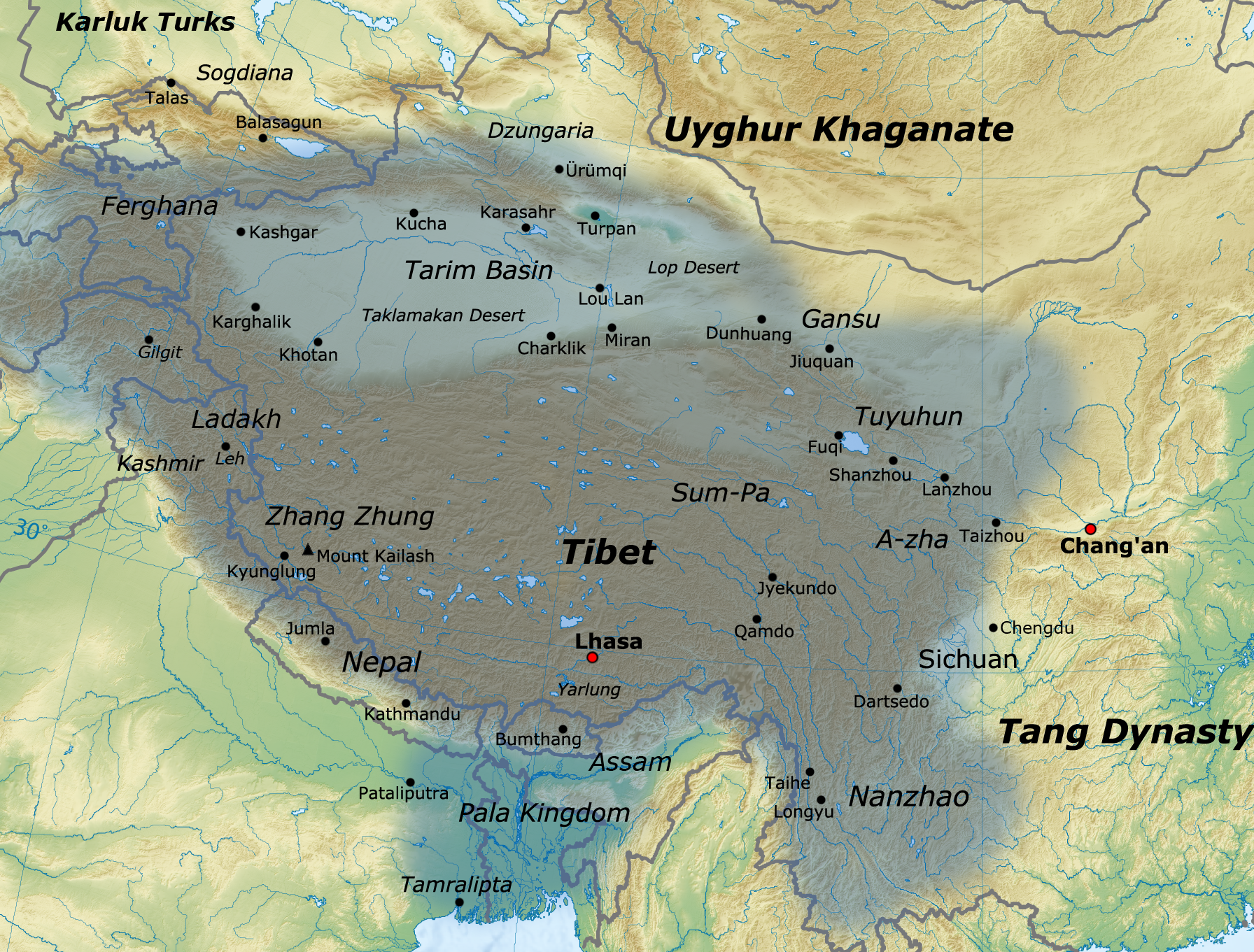
Het Tibetaanse rijk aan het eind van de periode van Trisong Detsen

Ruim een eeuw na Songtsen Gampo bereikt het Tibetaanse rijk tijdens de regeringsperiode van Trisong Detsen (755-797) zijn grootste omvang en is op het toppunt van zijn macht in Azië.
Aan het hof van de koning zijn er dan meerdere met elkaar concurrerende religieuze bewegingen. Meerdere uit India afkomstige boeddhistische stromingen, het Chinese chanboeddhisme, de bön en vertegenwoordigers van de oude animistische religie.
De grote betekenis van Trisong Detsen ligt in het feit, dat in zijn persoon de Yarlung-dynastie definitief kiest voor een boeddhisme dat zijn wortels in India heeft en voor een groot deel gebaseerd is op de Madhyamakaschool, als de leidende religieuze en intellectuele beweging van het land.
In het edict dat behoort bij de pilaar van Samye wordt dat voorgesteld als een plotselinge religieuze bekering:
 Nadat de Tsenpo, mijn vader, naar de hemel was gegaan waren er enkele van mijn ooms, die ook minister waren, die aan rebellie dachten. Zij vernietigden de Dharma, die al in gebruik was sinds de tijd van mijn vader en zijn voorouders. Zij predikten dat het niet juist was om de goden en de godsdienst van de vreemdelingen ten zuiden van het land Tibet te prediken. Zij maakten zelfs een wet die dat verbood. Dus, op de tijd dat ik, de tegenwoordige Tsenpo, de leeftijd van twintig jaar bereikte waren er eerst allemaal slechte voortekenen en welke riten er ook uitgevoerd werden, de voortekenen bleven slecht. Maar toen nam ik het besluit om de wet die de uitoefening van de Boeddha's Dharma als onrechtmatig beschouwde te herroepen. En ik beval dat voortaan de aanbidding van de Drie Juwelen uitgevoerd moest worden. En er kwam toen een verandering ten goede. Ik hoorde toen ook van de Dharma. De geschriften daarover werden onder mijn aandacht gebracht. En ik gaf toen het bevel om de Dharma van de Boeddha te verspreiden en openbaar te maken— 
De keus voor het boeddhisme van Trisong Detsen had echter vooral strategische motieven. Naarmate het rijk verder expandeerde werd de behoefte aan een meer professioneel bestuur groter. Dat vereiste in ieder geval een zekere vorm van geletterdheid, die de sjamanen van de oude, animistische religie niet konden leveren. Zolang Tibet een relatief besloten gebied was gebleven, was er nauwelijks behoefte aan een bron van autoriteit die buiten de oorspronkelijk Tibetaanse traditie lag van familieclans en animisme. De uitbreiding van het rijk, waardoor Tibetaanse koningen ook het gezag kregen over totaal andere etnische groepen dan Tibetanen maakte een vorm van een universele wetgeving noodzakelijk. Het boeddhisme met opgeleide geleerden, zijn methodes van vertalingen, de aanwezigheid van bibliotheken in kloosters had daarbij veel meer mogelijkheden dan de bön in zijn toenmalige staat van ontwikkeling.

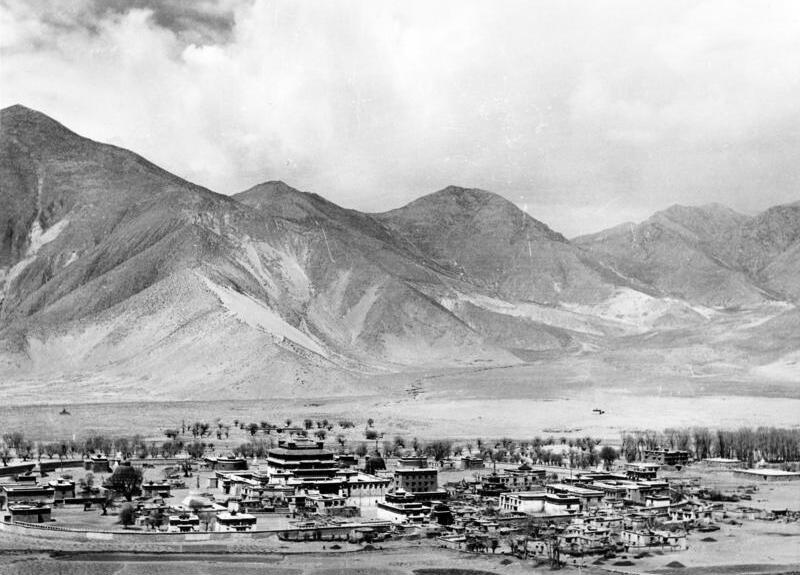
Klooster Samye 1939

Daarbij speelde de waarde die toegekend werd aan georganiseerd boeddhistisch kloosterwezen een zeer belangrijke rol. Met de stichting van Samye geeft Trisong Detsen dan ook, dat hij dat als een pijler ziet voor zijn beleid. In het Testament van Ba worden ook de voorzieningen benoemd die de koning onmiddellijk na de bouw hiervoor trof.
Honderdvijftig huishoudens werden door het hof als horigen aan de religieuze gemeenschap toegewezen. Ieder jaar dient het hoofd van de religieuze gemeenschap van hen vijfenzeventig ladingen gerst te ontvangen, alsmede negen volledige kostuumuitrustingen, 1100 ons boter, een paard, vier balen papier, drie maten inkt en zout zoveel als zij nodig hebben. De vijfentwintig kluizenaars van Chimpu ontvangen ieder elk jaar vijfenvijftig ladingen gerst, 800 ons boter, een paard en zes volledige kostuumuitrustingen— 
Het zou overigens onjuist zijn te stellen dat in de periode van Trisong Detsen de volledige elite van het land nu tot het boeddhisme was overgegaan. Zowel uit annalen van de Tang-dynastie als uit manuscripten van Dunhuang wordt duidelijk, dat animistische rituelen, ook bij de elite van het land, de hele periode van de Yarlung-dynastie bleven voorkomen. In documenten die handelen over de ondertekening van een vredesverdrag met China in 782 staat een lange beschrijving van door Tibetanen gebrachte offers, waarbij zij daarna hun lippen insmeren met het bloed van de slachtoffers. Ook wordt de zon en de maan opgeroepen getuige te zijn van het verdrag. Ook Trisong Detsen werd begraven op de oude animistische begraafplaats van Phong-rgyas, waar bijvoorbeeld ook Songtsen Gampo begraven was en waar later de derde Dharmakoning Tri Ralpachan begraven zal worden. De ambitie om geheel Tibet inclusief zijn gehele bevolking tot het boeddhisme te brengen wordt pas voor het eerst verwoord in de tekst van de inscriptie op de pilaar van Karchung van 812.
In de klassieke Tibetaanse geschiedschrijving is Tri Ralpachan (ca. 806 -841) de grootste van de "Religieuze Koningen" en wordt de periode van Ralpachan beschreven als het tijdperk, waarin Tibet echt een boeddhistisch land wordt. Ralpachan ondersteunde de verspreiding van het boeddhisme met genereuze schenkingen aan de religieuze gemeenschap. De kloosters hadden belastingvrijdom en de horigen die voor het klooster werkten waren vrijgesteld van militaire plichten. Hij zorgde voor financiering van kostbare vertalingen vanuit het Sanskriet naar het Tibetaans. Voor de eerste keer in de geschiedenis van de Yarlung-dynastie werden boeddhistische monniken ook minister. De bekendste daarvan is Drenka Palgyi Yönten. Hij was namens de Tibetaanse zijde ook de eerste ondertekenaar van het Verdrag van Chang'an met China van 821.
Zeker in retrospectief kan men in de laatste jaren van de periode van Ralpachan al het begin van het eind van het Tibetaans keizerrijk zien. Het rijk kon relatief welvarend zijn door een proces van voortdurende expansie en veroveringen. Het overschot van nieuw veroverde gebieden werd gebruikt voor het hof, de administratie, het belonen van krijgsheren en voor het veroveren van nieuwe gebieden. De kosten voor de oorlogen in de jaren voor 821 waren hoog geweest. De afgesloten verdragen stabiliseerden dan wel de grenzen, maar er was geen sprake van enige gebiedsuitbreiding. Na 821 verdween dus iedere vorm van een economisch overschot en werd spoedig een situatie van tekort bereikt.
Bij een belangrijk deel van de aristocratische familieclans nam de weerstand tegen de voortdurende en in hun ogen excessieve en economisch niet meer verantwoorde bestedingen voor kostbare religieuze vertalingen, stichting van kloosters die van belasting vrijgesteld werden en andere boeddhistische projecten sterk toe. In de klassieke Tibetaanse geschiedschrijving worden de moord op Ralpachan en het op de troon komen van Langdarma als een complot en staatsgreep van volgelingen van de bönreligie beschreven. Het waren echter een aantal aristocratische familieclans, die van oordeel waren dat er een eind moest komen aan het bewind van Ralpachan.
In de klassieke Tibetaanse geschiedschrijving wordt Langdarma beschreven als een aanhanger van de bön-religie en een wreed vervolger van het boeddhisme. Hij wordt vermoord door een boeddhistische monnik om het boeddhisme te redden en te beschermen. Dat komt echter te laat, want door de daden van Langdarma valt het rijk en de dynastie. In de manuscripten van Dunhuang is er echter op geen enkele wijze sprake van dat Langdarma een aanhanger van de bön was. Ook zijn in de documenten geen aanwijzingen gevonden dat hij een vervolger van het boeddhisme was. Hedendaagse tibetologen nemen aan dat Langdarma simpel niet meer de financiële mogelijkheden had om het boeddhisme te ondersteunen op de wijze van zijn voorgangers.
In de periode van zijn opvolger Osung valt het Tibetaanse rijk definitief. De krijgsheren hadden geen belang meer bij het ondersteunen van een centrale autoriteit en begonnen eigen rijkjes waardoor er een eeuwendurend proces van fragmentatie van Tibet op gang kwam.

## De periode van circa860-1000

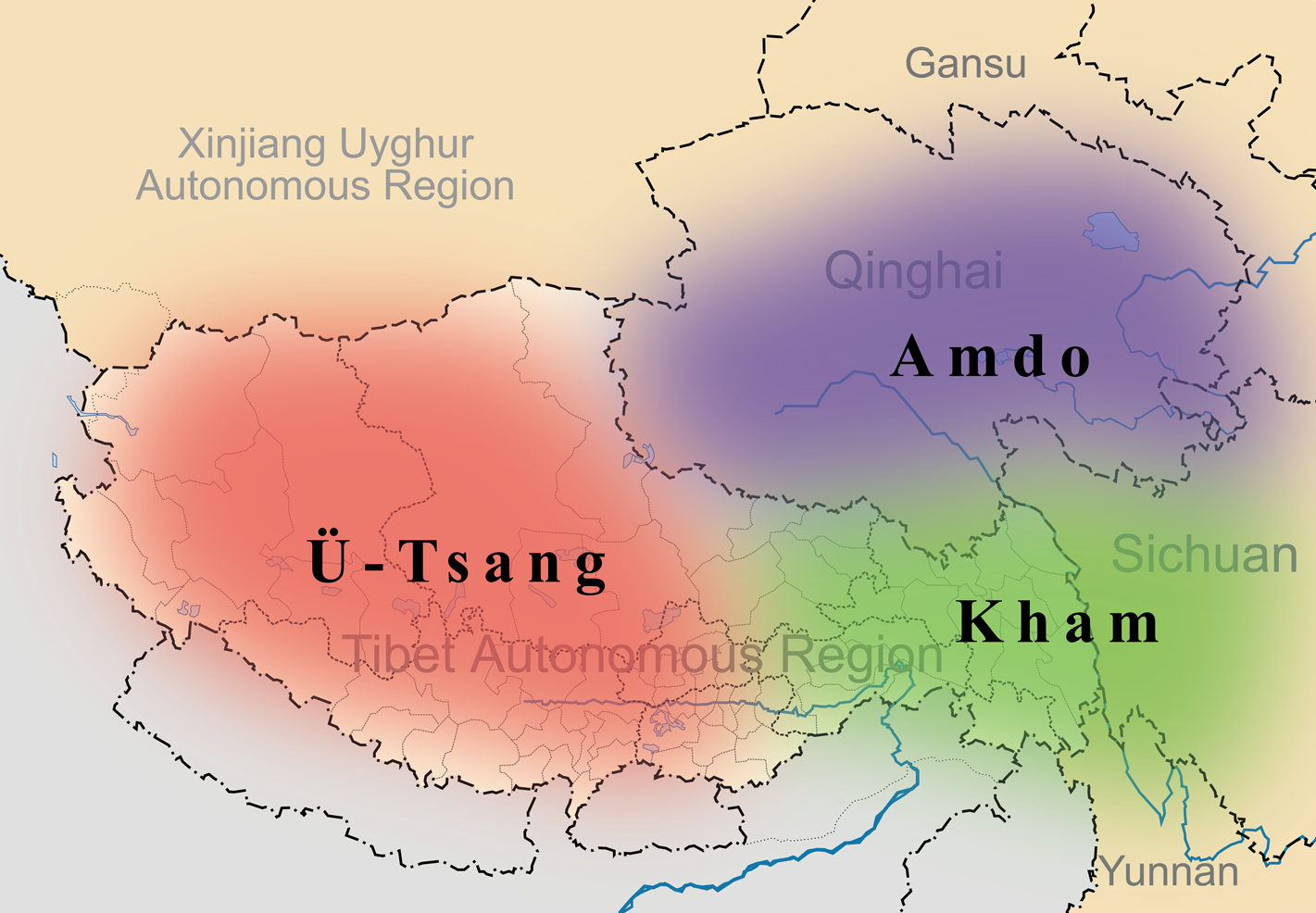
Centraal-Tibet,Amdo en Kham

Een gevolg van de chaos volgend op de val van het rijk en de dynastie in de 9e eeuw was het geheel verloren gaan van het kloosterleven en de monastieke traditie van het Tibetaans boeddhisme in Centraal-Tibet.
Buiten die constatering zijn er geen betrouwbare historische bronnen aanwezig over de feitelijke toestand van het boeddhisme in het gebied in die periode. De later geschreven klassieke Tibetaanse geschiedschrijving maakt frequent melding van grotesk misbruik van de tantrische traditie.
In de periode van het Tibetaans rijk hadden de koningen bevolen dat tantrische praktijk alleen beoefend en overgedragen kon worden door geschoolde monniken. Bij ontbreken daaraan leidde de beoefening van de tantra nu tot grote excessen. Hedendaagse tibetologen ondersteunen die conclusie wel, maar menen ook dat de klassieke geschiedschrijving dit overdrijft om het contrast met de daaropvolgende periode sterker te kunnen accentueren.
In vele versies, bijvoorbeeld de Blauwe annalen is er echter ook het verhaal, hoe de laatst overgebleven monniken uit Centraal-Tibet naar Amdo in de oostelijke periferie van het voormalige rijk trokken. Daar vonden ze nog functionerende tempels en kloosters nabij steden als Tsongkha en Lanzhou. Daar woonde een bevolking die deel uitmaakte van de Tibetaanse cultuur. Tibetaanse soldaten die daar in de periode van het Tibetaans rijk in een garnizoensplaats gelegerd waren en na de val van het rijk ervoor kozen daar te blijven. Andere groepen met een weliswaar verschillende etnische achtergrond, zoals de Tuyuhun, maar die al een paar eeuwen onder Tibetaans bestuur hadden geleefd en waren "getibetaniseerd". Maar ook Han-Chinezen die daar onder Tibetaans bestuur hadden geleefd en Tibetaans spraken.
Hier konden de monniken en hun opvolgers dan ook de steun vinden om de monastieke traditie te handhaven en de correcte leerstellingen te bewaren. Aan het eind van de 10e eeuw waren het monniken die in Amdo de waarden van het Tibetaans boeddhisme hadden weten te bewaren, die de traditie naar Centraal-Tibet wisten terug te brengen en daarmee voor een groot deel verantwoordelijk werden voor de tweede verspreiding van het boeddhisme in Tibet.
Enkele decennia later komt ook een herleving van het boeddhisme in Centraal-Tibet op gang vanuit Guge in het uiterste westen van het Tibetaans plateau tijdens de periode van de koning Yeshe-ö (959-1036). Dat valt samen met een vorm van economisch herstel in Centraal-Tibet, waardoor er weer een zeker surplus ontstaat om bijvoorbeeld kloostergemeenschappen te onderhouden.

## Tweede verspreiding van het boeddhisme in Tibet, circa 1000-1200
De tweede verspreiding van het boeddhisme in Tibet en een nieuwe fase van vertalen van tantrische literatuur uit India begint vanaf eind 10e, begin 11e eeuw. Tegelijkertijd begint een herleving van het kloosterleven en de monastieke traditie. In veel delen van het land werd dat bevorderd door lokale aristocratische families, die op regionaal niveau hun macht hadden gevestigd na de val van het grote Tibetaanse rijk van de Yarlung-dynastie in de 9e eeuw. De adel in historisch Tibet was ook geïnteresseerd in de nieuwe ontwikkeling van het boeddhisme in Tibet, omdat boeddhistische instituties de mogelijkheden hadden waarden en normen uit te dragen die nobel of adellijk werden geacht. In toenemende mate leidde dat in de 11e eeuw tot steeds grotere verbondenheid van boeddhistische instituties met centra van politieke en materiële macht. Het tantrisch boeddhisme werd zo in overeenstemming gebracht met feodale instituties. De lama werd gezien als een heer waaraan volgelingen hun leven en lichaam opdroegen. Vanaf begin 11e eeuw komt de combinatie van lama en edelman in één en dezelfde persoon ook steeds meer voor.

### De totstandkoming van de tradities in het Tibetaans boeddhisme
.  

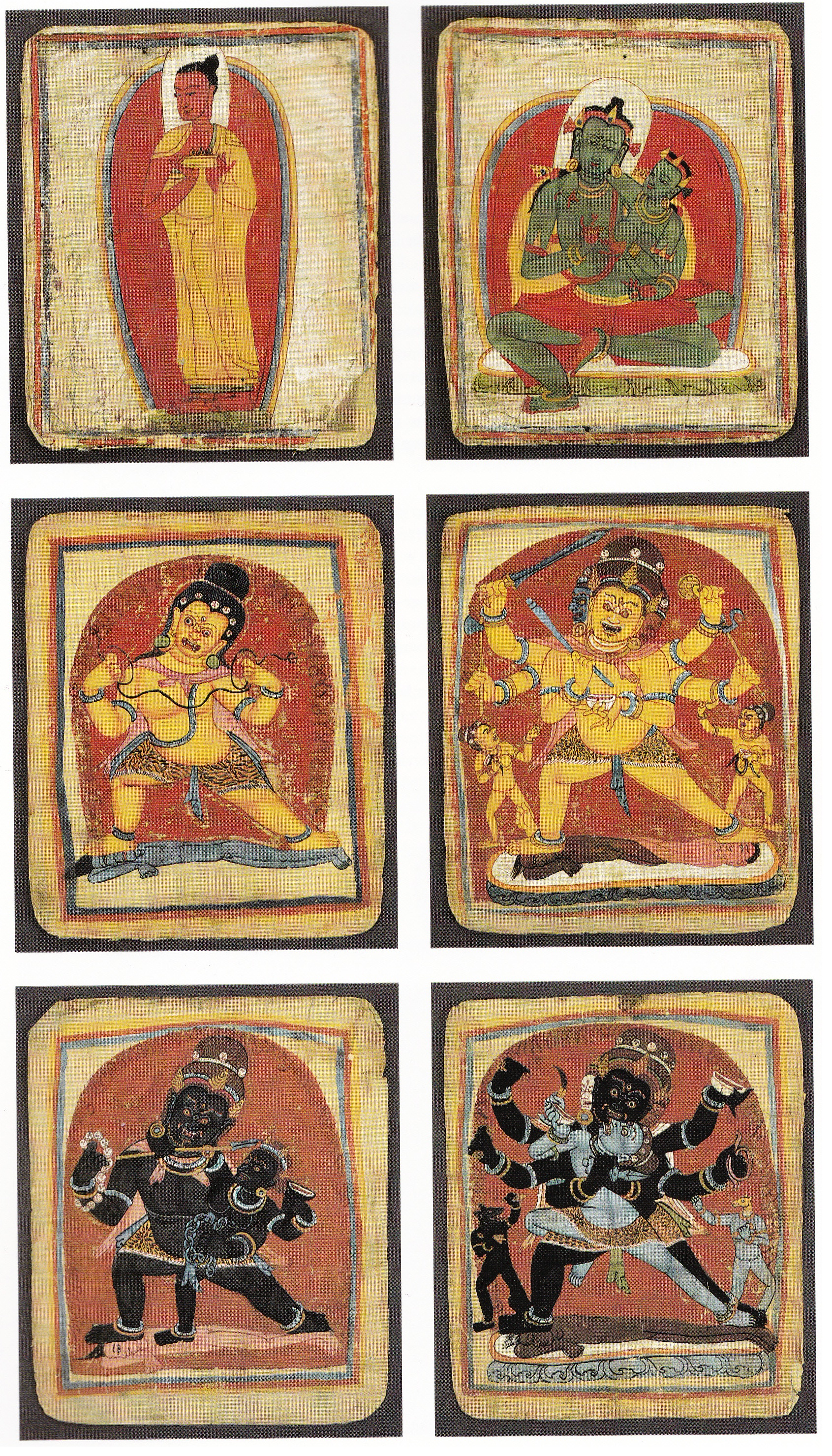
Zes kleine schilderijen (Tsakli). Het is een vorm binnen de Tibetaanse schilderkunst als hulpmiddel voor een inwijdingsritueel, periode omstreeks 1200. Eerste rij links; Gautama Boeddha ontvangt de Volkomen Verlichting;rechts de boddhisattva Vajrapani;Tweede en derde rij; godheden in hun toornige gestalte

Dit is ook de periode van de vorming van de diverse geestelijke stromingen, tradities. In deze periode hadden die nog lang niet het institutionele karakter met een eigen hiërarchie, administratie en economisch eigendom van latere tijden.
De verschillende tradities ontstonden als gevolg van overdrachtslijnen van leraar op leerling gedurende meerdere generaties. Een jonge Tibetaan, die zijn leven aan de dharma wenste te wijden, zocht niet naar een institutioneel kader, maar naar één en vaak meerdere lijnen van kennisoverdracht door leraren, die hem de juiste liturgie, praktische disciplines en kennis en inzicht over de religieuze teksten kon bijbrengen.
Daarnaast is er nog een verdeling mogelijk tussen diverse filosofische en doctrinaire systemen binnen het Tibetaans boeddhisme. Al die verdelingen zijn lang aanvullend op elkaar geweest en liepen vaak ook in elkaar over.
Toch is in deze periode ook de totstandkoming te zien van de tradities, die nu gekend worden als de nyingma, sakya, kagyu, jonang en kadam. De laatste ging in de loop van de 16e eeuw op in de gelugtraditie.
De nyingma is uniek binnen die tradities vanwege het feit dat zij hun literaire en culturele erfenis alsmede hun doctrines baseren op de instructies die naar hun opvatting al tijdens de periode van het Tibetaanse rijk van de 8e en begin 9e eeuw in Tibet geïntroduceerd werden.
De overige tradities traceren die wortels tot aan het begin van de periode van deze tweede verspreiding van het boeddhisme in Tibet. Vanaf het begin van die periode tot op de dag van heden wordt de nyingma geconfronteerd met de beschuldiging, dat - in ieder geval een aanzienlijk deel van - hun teksten uit de 8e en 9e eeuw niet authentiek zijn. Daarmee wordt bedoeld dat die teksten hun oorsprong niet in India hebben. De implicatie daarvan is, dat die teksten in de 8e en 9e eeuw in Tibet zelf zouden moeten zijn ontstaan.
Deze discussie is in het historische Tibet steeds aanwezig geweest.
De gelughistoricus Sumpa Yeshe Peljor schrijft bijvoorbeeld eind 18e eeuw.
 Het is gemakkelijk te bewijzen dat zij (Padmasambhava en de andere meesters uit de 8e eeuw) zelfs maar niet een fractie geschreven kunnen hebben van de oude doctrines die nu nog in dit land van de sneeuw aanwezig zijn, zoals (volgt een hele opsomming van titels, waaronder het Tibetaans dodenboek). Deze oude doctrines werden pas veel later aan Padmasavambha toegeschreven. De zogenaamd beroemde oude vertalingen en de geestes-terma werden geschreven door talloze bedriegers, die deze verhalen af en toe mengden met wat woorden van de Veroveraar op een wijze zoals het hen uitkwam. Iedereen die een beetje gestudeerd heeft en naar die teksten kijkt, zal dat zien.
De kwestie van authenticiteit van de teksten lag en ligt voor de nyingma zeer gevoelig. De Indiase wortels van het Tibetaans boeddhisme zijn cruciaal voor de geloofwaardigheid van iedere traditie. De nyimgma hebben zich dan ook altijd fel verzet tegen deze beschuldiging. De totstandkoming van de nyingma als een apart te onderscheiden traditie is voor een belangrijk deel toe te schrijven aan dit verzet.
Het resultaat is, dat er geen teksten van de nyingma opgenomen zijn in de kangyur, de canon van het Tibetaans boeddhisme. De nyingma hebben als antwoord daarop een eigen verzameling van hun canonieke teksten bijeengebracht, de Nyingma Gyübum.

## De Gouden Eeuw van het Tibetaans boeddhisme, circa1300-1500

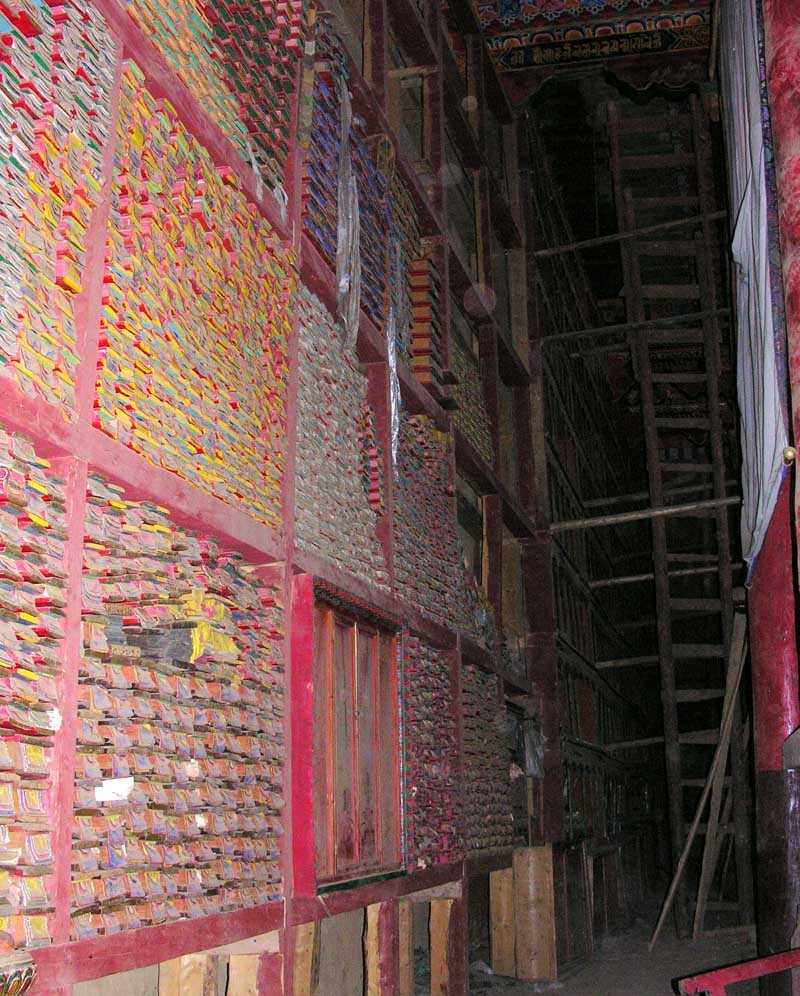
Kangyurrollen

Dit is de periode waar veel van de andere elementen ontstaan, die nu als echt kenmerkend voor de praktijk van het Tibetaans boeddhisme beschouwd worden.
De beeldvorming over en de enorme verering voor Padmasambhava ontstond in deze periode. Vanaf de 14e eeuw ontstaat er in Tibet de echt grote devotie voor Avalokitesvara.
Aan het begin van deze periode waren er al zeer omvangrijke tekstverzamelingen van boeddhistische literatuur aanwezig. Die worden in loop van deze periode nu gecatalogiseerd en ook gecanoniseerd. Buton Rinchen Drub (1290-1364), de elfde abt van het klooster Shalu wordt gezien als de belangrijkste verantwoordelijke voor de compilatie van de zeer omvangrijke canon van het Tibetaans boeddhisme; de kangyur en de tengyur. Buton is ook verantwoordelijk voor de huidige Tibetaanse kalender, een astronomische lunisolaire kalender.

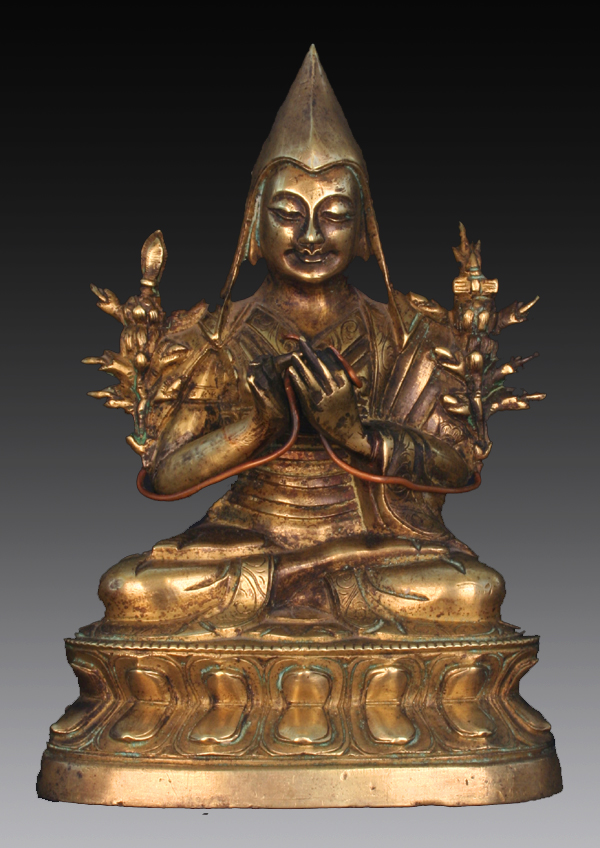
Beeld Tsongkhapa

Een van de grootste figuren uit de 14e eeuw was Longchenpa (1308–1364). De bekendste verhandeling van de circa 250 werken die aan hem worden toegeschreven is de Zeven schatten, een samenvatting van 600 jaar boeddhisme in Tibet. Hierin kwam Longchenpa tot een verduidelijking en herordening van de teksten van de Dzogchen, de hoogste vorm van meditatieoefening, ontstaan bij de nyingma, maar in alle Tibetaanse tradities aanwezig.
Met name de 14e eeuw was de periode van het grote niet sektarische ideaal van het Tibetaans boeddhisme. Mensen die religieuze verdieping wensten, konden daarvoor over het algemeen terecht bij alle toen bestaande religieuze stromingen, ongeacht tot welke stroming men zich zelf rekende. Behalve de tradities die nu in de huidige tijd gekend worden waren er in die periode nog tradities, geestelijke stromingen binnen het Tibetaans boeddhisme die nu verdwenen zijn. Voorbeelden zijn de Bodong-traditie, de Shangpa-traditie en de Zhijé-traditie.
De beste illustratie voor dit niet-sektarische karakter is die van een deel van het leven van Tsongkhapa (1357–1419), de grootste van de Tibetaanse geestelijken uit deze periode. Hij studeerde bij leraren uit alle tradities. Zijn voornaamste leraar was Remdawa Zhonu Lodro uit de sakyatraditie. Hij hervormde en scherpte samen met hem de regels voor het kloosterleven aan. In de loop van zijn leven schreef hij 18 omvangrijke werken. Hij formuleerde in wezen een nieuwe synthese van de erfenis van het boeddhisme uit India met grote nadruk op zorgvuldige bestudering van de teksten en de noodzaak verworven inzichten via de logica te kunnen onderbouwen.
In 1409 stichtte hij met patronage van heersers van het Phagmodruparegime het Mönlam, het Grote Gebedsfestival in Lhasa. Tsongkhapa had tijdens zijn leven al grote groepen volgelingen. Eveneens in 1409 wordt door zijn volgelingen begonnen aan de bouw van het klooster Ganden. Spoedig daarna gevolgd door de bouw van Sera en Drepung.
Er is echter niets in het leven en het werk van Tsongkhapa, dat erop wijst dat hij zelf het voornemen gehad zou hebben een nieuwe orde, traditie te stichten. Zijn volgelingen staan eerst bekend als de Gandenpa's, later vervangen door Gendenpa's (Deugdzamen). Uiteindelijk maakt dat plaats voor het synoniem Gelug. Het is pas zijn leerling Khädrub Je (1385- 1438) die de beweging een te onderscheiden institutioneel kader geeft.

## Periode 1500-1682
Vormen van patronage hebben zowel in Tibet zelf alsook in de relaties met omringende gebieden en hun heersers altijd een dominante rol gespeeld. In essentie is de patroon-priesterrelatie de verhouding tussen een wereldlijk machthebber en een geestelijk leider. In een dergelijke relatie biedt de wereldlijk heerser zijn militaire bescherming aan de geestelijk leider, in ruil voor spirituele opleiding en zegening.
Het gevolg was dat verschillende tradities van het Tibetaans boeddhisme in een periode van toenemende spanningen tussen hun allianties met wereldlijke heersers in Tibet ook zelf in toenemende mate onderdeel werden van een conflict. De kagyutraditie had een alliantie met de koningen van Tsang. De gelugtraditie koos uiteindelijk voor een alliantie met de Tümed, een Mongoolse stamfederatie. Sönam Gyatso (1543 - 1588) is de eerste opvolger van Tsongkhapa, die van de leider van die Mongolen de benaming dalai lama krijgt. Twee eerdere voorgangers ontvangen die benaming postuum, zodat Sönam Gyatso in de chronologie de derde dalai lama wordt.

### Positie dalai lama's
In de eerste helft van de 17e eeuw woedde er in Tibet een decennialange burgeroorlog. Daarbij stond de gelug, met name in het oosten van Tibet, een aantal malen op de rand van vrijwel totale eliminatie. Met hulp van militaire interventie van een aantal Mongoolse krijgsheren weet de gelug uiteindelijk toch de overwinning in die burgeroorlog te bereiken. Dat is de aanvang van de periode van de dominante machtspositie van de gelug, die in het historische Tibet tot 1950 zou duren. Het is de vijfde dalai lama (1617 - 1682), die de personificatie van de overwinnaar is. Het beeld van een dalai lama, dat mensen in het Westen hebben dateert van de periode vlak hierna.
De reïncarnatielijnen van met name de hoogste tulku's waren een afspiegeling van hun maatschappelijke, religieuze en politieke machtspositie. Voor veel gelovige Tibetanen is de overtuiging dat de dalai lama de emanatie is van Chenrezig even fundamenteel als voor een orthodox christen de opvatting dat Jezus de zoon van God is. Toch is deze emanatie-opvatting pas in de 17e eeuw door de vijfde dalai lama geformuleerd.
Vergeleken met de karmapa, zijn voornaamste tegenstander in de burgeroorlog, is zijn reïncarnatielijn echter aanzienlijk korter. De karmapa wordt reeds sinds de tweede in die lijn, Karma Pakshi (1204-1283), geacht een emanatie van Chenrezig te zijn. De eerste vier dalai lama's waren niet minder, maar ook niet meer dan de belangrijkste tulku van de gelug, die in die periode nog geen dominante rol in Tibet kon spelen. Van de eerste vier dalai lama's hebben de eerste twee die benaming postuum gekregen. De karmapa-lijn kende in tegenstelling tot die van de dalai lama's geen postume benoemingen.

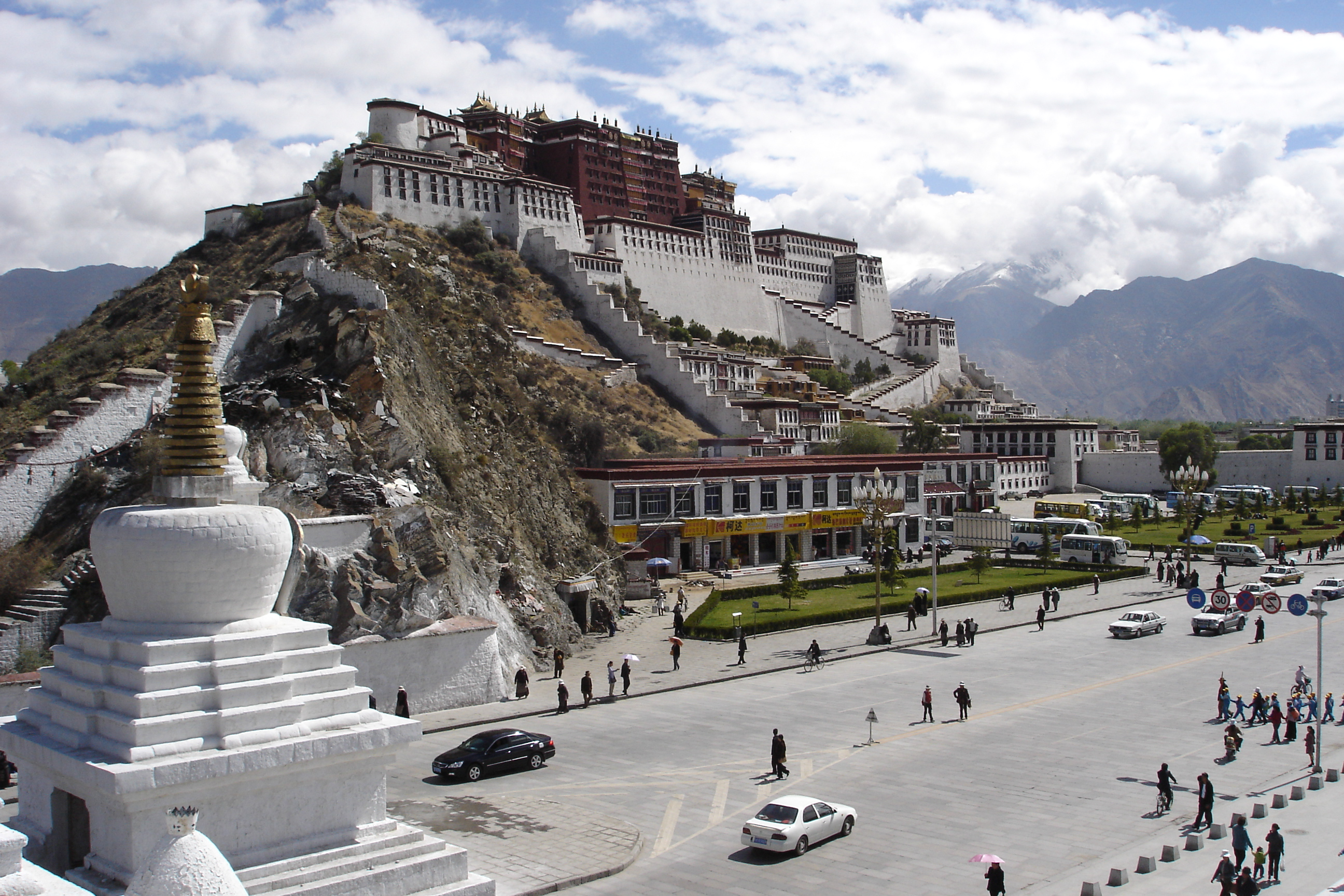
Potala

De vijfde dalai lama positioneerde Chenrezig niet alleen als de bodhisattva van het mededogen, maar vooral - en anders dan in het geval van de karmapa - met terugwerkende kracht ook als de beschermer van Tibet en de centrale figuur in de Tibetaanse geschiedenis. Deze notie verbond hij met een lijn waarin de drie grote Dharma-koningen van Tibet (Tri Songtsen Gampo, Tri Songdetsen en Tri Ralpachen), die verantwoordelijk worden gehouden voor de introductie van het boeddhisme in Tibet, eveneens incarnaties werden van Chenrezig, evenals de epische held Gesar uit het Epos van koning Gesar.
Op de plaats van een vroeger paleis uit de 7e eeuw liet de vijfde dalai lama een nieuw paleis bouwen dat hij het Potala noemde, naar het Potolaka, de naam voor het mythische paleis van Chenrezig. Op die manier werd het instituut dalai lama de menselijke vorm van de bodhisattva/beschermer van Tibet en werd een verbinding gemaakt tussen de dalai lama's en het prehistorische verleden van Tibet.

## De periode van de dominantie van de gelug, circa 1650-1950
De zesde tot en met twaalfde dalai lama hadden vrijwel geen enkele bestuurlijke of politieke invloed. De feitelijke macht werd meestal uitgeoefend door regenten in historisch Tibet vanaf 1720 gecontroleerd door Chinese ambans. De dertiende dalai lama, Thubten Gyatso (1876-1933), trachtte tijdens een bepaalde fase van zijn bestuursperiode enkele hervormingen door te voeren. Die stuitten echter op zulk fel verzet van de rest van de gelughiërarchie dat hij omstreeks 1926 zijn pogingen staakte en zich bij de bestaande situatie neerlegde.
Vanaf de tweede helft van de 18e eeuw is er in de Tibetaanse geschiedenis een breuk in het culturele klimaat te dateren. Tot aan die periode was Tibet - ondanks de moeilijk bereikbare geografische ligging - een cultureel open land, waar buitenlanders welkom waren en buitenlandse invloeden konden doordringen. In deze periode neemt de macht van de adel in historisch Tibet als stand af, neemt het theocratisch element in de samenleving toe, worden er steeds meer monniken als functionaris in Tibet benoemd, ontstaan er xenofobe neigingen en begint het - ook door de Mantsjoes van harte ondersteunde - isolement van Tibet. Het gevolg is een verstarring van verhoudingen in samenleving van Centraal-Tibet, een verdere beperking van de toch al niet grote sociale mobiliteit en een toenemende overheersende rol van uiterst conservatieve krachten.
In deze periode vindt verder een verschuiving plaats van de culturele vitaliteit vanuit Centraal-Tibet naar het oosten. De burgeroorlogen van de 17e en 18e eeuw, de politieke instabiliteit en de maatregelen die noodzakelijk werden geacht om de verworven machtspositie van de gelug te verankeren hadden in Centraal-Tibet voor een ander cultureel klimaat gezorgd. Dat kenmerkte zich onder meer door aanzienlijk minder tolerantie van de gelug ten opzichte van andere geestelijke tradities van het Tibetaans boeddhisme en het ontstaan van een invloedrijke sektarische factie binnen die gelug.

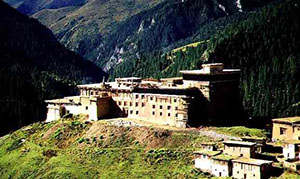
Klooster Palpung

Het gevolg daarvan was dat tradities, zoals met name de kagyu nieuwe ruimte probeerden te vinden in Kham en de Tibetaanse gebieden van Amdo. De in de burgeroorlog van de 17e eeuw verslagen kagyutraditie wist in Kham het klooster Palpung te stichten. Het klooster werd spoedig een van de grootste centra voor innovaties van wetenschap en kunst van het Tibetaans boeddhisme. Het klooster lag in het onafhankelijke Tibetaanse koninkrijk Dergé. Uit die relatie groeide in samenwerking met de sakyatraditie de grootste drukkerij die het historisch cultureel Tibet ooit gekend heeft met beroemde blokdrukken van de kangyur, de canon van het Tibetaans boeddhisme.
Het was in gebieden als Derge dat het niet-sektarische ideaal van het Tibetaans boeddhisme uit de 13e en 14e eeuw nog bewaard bleef. Later in de 19e eeuw zou het in Kham zijn, dat de rimé-beweging, die een dialoog tussen de tradities probeert te bevorderen ontstaat.

## Geloofsessenties
Net als andere boeddhistische stromingen gaat het Tibetaans boeddhisme uit van een cyclus van geboorte en dood, de horwa. Dat is de Tibetaanse vertaling van het woord samsara uit het Sanskriet. Wezens, die er niet in slagen nirwana te realiseren, zijn onderhevig aan een kringloop van voortdurend wedergeboren moeten worden. Tibetaanse boeddhisten hanteren de notie dat iedere bewust ondernomen actie gevolgen kan hebben voor de omstandigheden bij een volgende wedergeboorte.

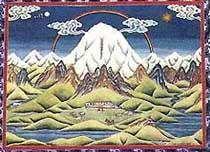
Tibetaanse thangka met de afbeelding van de berg Kailash

Er zijn dan ook lijsten van deugdzame acties en negatief te kenschetsen acties. Negatieve acties zijn doden, stelen, seksueel wangedrag, liegen, mensen tegen elkaar uitspelen, grof taalgebruik, dom taalgebruik, begeerte, kwade bedoelingen en het hebben van onjuiste inzichten. De deugdzame acties zijn het tegendeel. Het Tibetaans boeddhisme legt de nadruk op het verwerven van deugdzaamheid door het doen van bijvoorbeeld donaties en geven van giften aan monniken, religieuze instellingen, het frequent reciteren van teksten, branden van wierook, uitvoeren van pelgrimages, rondgangen langs heilige plaatsen en het redden van dieren van de slacht. Er is in de Tibetaans boeddhistische traditie veel literatuur die aangeeft welke mate van deugdzaamheid verworven kan worden bij het uitvoeren van acties.
Eén rondgang langs de heilige berg Kailash is in de traditie voldoende om de zonden en ondeugden van een geheel leven te compenseren. Tien rondgangen zijn voldoende om dat te doen voor een Kalpa, een periode die in die traditie gelijkstaat aan 13.965 jaar. Met honderd rondgangen verwerft men nog in dit leven het boeddhaschap.
Idealiter moet men zich afwenden van wereldse zaken en zich wijden aan de Drie Juwelen; de Boeddha, zijn leer Dharma en de spirituele gemeenschap Sangha. In het Tibetaans boeddhisme wordt daaraan dan nog vaak een vierde element aan toegevoegd, namelijk de lama met wie men contact heeft.
Tibetaans boeddhisten worden aangemoedigd het nirwana niet voor zich zelf te zoeken, maar vooral compassie te tonen voor alle wezens. Men moet het pad van de bodhisattva gaan en vooral het juiste inzicht ontwikkelen. Het laatste is dan vooral het juiste inzicht in de natuur van de dingen, Sunyata. Het begrijpen van deze notie op basis van debat en rede is het centrale thema van de Tibetaanse boeddhistische filosofie. De diverse geestelijke stromingen in het Tibetaans boeddhisme die zich vanaf de 11e eeuw ontwikkelden hebben over deze notie vaak zeer verschillende opvattingen.

### Terma
Een van de in het Westen bekendste kenmerken van het Tibetaans boeddhisme betreft de terma. De terma-traditie komt binnen dat boeddhisme vrijwel alleen voor bij de nyingma. De bön kent ook een termatraditie.
In de nyingma opvattingen ontstond naast de overdrachtmethode van meesters op leerlingen van de oude teksten in de 8e eeuw een andere lijn van overdracht van instructies. Dat zijn openbaringen in de vorm van religieuze voorwerpen, maar vooral teksten die door met name Padmasambhava, maar bijvoorbeeld ook Vimalamitra, verborgen zouden zijn op het Tibetaans plateau om door tertöns op een geschikt tijdstip van vaak honderden jaren later te worden gevonden om de inhoud dan te openbaren. Hoewel er tot in de 20e eeuw op deze wijze nieuwe openbaringen zijn geclaimd, vindt de hausse van openbaringen plaats in de periode van globaal 1050-1300.
Dat was een periode dat veel Indiase meesters, zoals Atisha naar Tibet reisden om daar het geloof uit te dragen. In dezelfde periode reisden veel Tibetaanse lama's naar India voor onderwijs, maar vooral om daar opnieuw voor Tibet nog onbekende, boeddhistische teksten te ontdekken en vanuit het Sanskriet te vertalen. Voorbeelden van hen zijn Marpa en Gampopa.
Het gevolg was dat het beheersen van het juiste ritueel en zelfkennis niet langer voldoende was om als lama voldoende status te verkrijgen. Het was voor de lama en de nieuwe beweging die hij vertegenwoordigde essentieel om de beschikking te hebben over direct en evident uit India afkomstige teksten.
De twee oudere religieuze bewegingen in Tibet, de nyingma en bön, moesten dus een methode vinden om gelijktijdig een deel van de nieuwe invloeden te kunnen opnemen met behoud van hun eigen veel oudere traditie. In toenemende mate claimden die dan ook vanaf medio 11e eeuw nieuwe openbaringen te hebben gevonden in de vorm van gevonden teksten en religieuze voorwerpen.
De in het Westen meest bekende termatekst is het Tibetaans dodenboek. In de nyingma traditie zelf wordt het als een nogal onbeduidende tekst beschouwd.

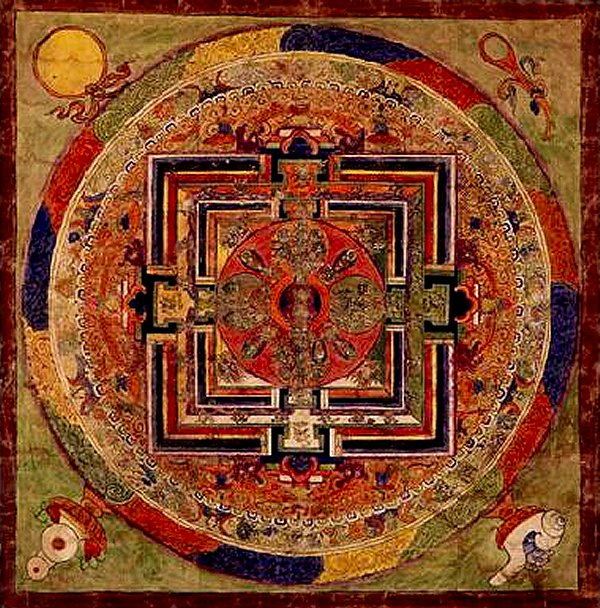
Afbeelding van mandala uit Tibetaans dodenboek

Literair-historisch en ander onderzoek heeft steeds overtuigend aangetoond, dat de periode waarin de terma gevonden werden, ook steeds de periode is waarin de teksten geschreven en opgesteld zijn.

### Tulku's
Een van de bekendste kenmerken van het Tibetaans boeddhisme is dat van de gereïncarneerde lama, de tulku. De notie ontwikkelt zich in deze periode.
Een tulku is binnen het Tibetaans boeddhisme een reïncarnatie van een verlichte lama. De terugkeer van de tulku naar het menselijk leven wordt gemotiveerd uit mededogen om gelovigen te leiden op het pad naar verlichting.
De verbondenheid tussen adel in Tibet en geestelijkheid in deze periode leidde - net zoals in het middeleeuwse Europa - vanaf 11e eeuw tot een steeds grotere stroom van giften en legaten aan met name de kloosters. Al snel ontwikkelde zich bij die kloosters het natuurlijke verlangen dit economisch bezit voor de toekomst van de traditie en het klooster veilig te stellen.
In het streven van de tradities en kloosters om de afhankelijkheid van de adel in Tibet te beperken zou de introductie van het instituut tulku een cruciale rol gaan spelen. Matthew Kapstein vermoedt dat informele erkenning van bijzondere wedergeboorten al incidenteel vanaf het eind van de 11e eeuw plaatsvonden in Tibet. Voor het functioneren van reïncarnatie als opvolgingsprincipe is de legitimatie van de geselecteerde persoon van doorslaggevend belang. In de 13e en 14e eeuw ontwikkelde zich dit systeem daarom verder en ontstond er een formele procedure. Hierbij werd na de dood van een religieus leider een kind geïdentificeerd als opvolger die alle bestaande rechten en bezittingen van de voorganger overnam.
Als de eerste lama die bewust op deze wijze reïncarneerde wordt meestal de tweede karmapa, Karma Pakshi (1204-1283) genoemd.

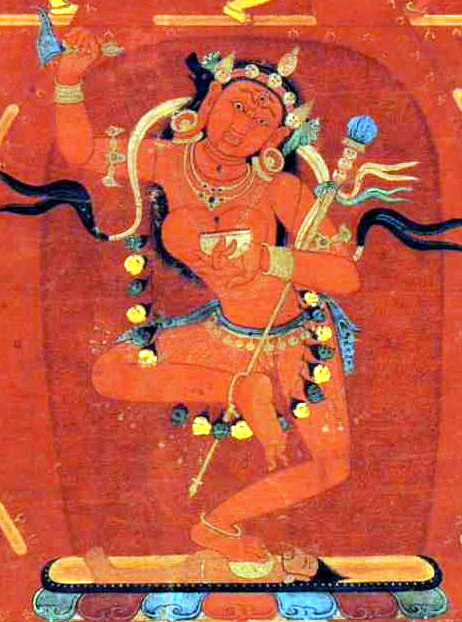
Vajravarahi

Tibetologisch onderzoek in het eerste decennium van de 21e eeuw heeft echter aangetoond, dat er in de 13e eeuw al aanzienlijk meer individuen als tulku's werden beschouwd.
De eerste tulku's worden al in de tweede helft van de 12e eeuw aangetroffen in de toenmalige Kadamtraditie. Het gaat dan bijvoorbeeld om de tantrische meester Chökyi Gyalpo (1069- 1144) die de reïncarnatie was van Naktso en de Kadammeester Gyer Zhonu, de reïncarnatie van Zhonnu U (1075 - 1138). Zhonno U was in die periode verreweg de belangrijkste leraar van de Kadam.
Het hanteren van deze vorm van reïncarnatie als instrument voor opvolging van religieuze, monastieke leiders leidde tot een mate van onafhankelijkheid van kloosters en subordes ten opzichte van machtige lekenfamilies en adel. De tulku werd een belangrijk middel om de spirituele, politieke en economische continuïteit van vooral de monastieke instituties te waarborgen.
In de geschiedenis van het Tibetaans boeddhisme bestonden er vrouwelijke tulku's, hoewel dit in een geringe mate was.
De eerste vrouwelijke reïncarnatielijn ontstond ook al in de 13e eeuw. Drowa Zangmo (? - 1259) was de metgezellin van Gosangpa Gönpo, zelf een reïncarnatie van Milarepa. Met haar start een vrouwelijke tulkulijn. Vrijwel al deze lijnen startten met een persoon, die de vrouwelijke partner was van een mannelijke tulku of in ieder geval partner van een lama van aanzienlijk aanzien. Het ontbreken van de basis van een eigen clantraditie in die lijnen alsmede het feit dat die lijnen geen coalitie konden sluiten met de feodale instituties van dat moment en de adel in historisch Tibet had als resultaat, dat die lijnen meestal slechts van relatief korte duur waren. Vaak waren het niet meer dan drie à vier generaties.
De bekendste nog bestaande vrouwelijke lijn is een emanatie van Vajravarahi; in het Tibetaans Dorje Phagmo
Er zijn geen exacte gegevens bekend over de aantallen tulku's begin 21e eeuw. De meeste auteurs gaan echter uit van minimaal 1500 tot 2000 tulku's.

## Kloosterleven
Het kloosterwezen is essentieel in zowel het mahayana- als het theravada-boeddhisme. Het Tibetaanse kloosterleven verschilt echter in een aantal opzichten van het kloosterleven in andere boeddhistische landen. Het Tibetaanse monastieke systeem ging uit van een ideologie die gericht was op het creëren van een zo groot mogelijk aantal monniken.

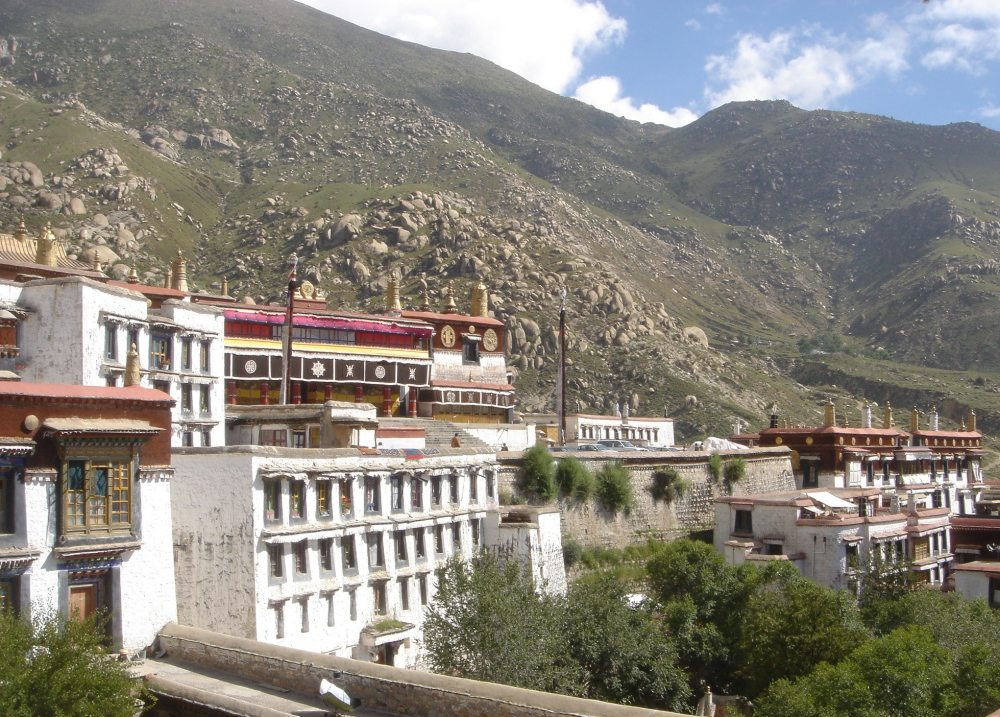
Klooster Drepung

Kloosterleven in historisch Tibet was een massabeweging. Aan het eind van de 17e eeuw waren er circa 100.000 monniken in Centraal-Tibet en Kham. Dit aantal was rond 1730 opgelopen tot 320.000.
Het totale bevolkingsaantal van Centraal-Tibet en Kham gezamenlijk bedroeg omstreeks 1730 2,5 miljoen. Dit was overigens een hoger aantal dan rond 1950, omdat de bevolkingsgroei vanaf de 19e eeuw stagneerde en zelfs terugliep. Dit betekende, dat circa dertien procent van de totale bevolking en iets minder dan een kwart van de totale mannelijke bevolking monnik was. Globaal zijn die percentages tot aan 1959 gelijk gebleven.
Drepung had in 1951 rond 11.000 monniken, Sera 7000 en Ganden 5000. Ter vergelijking: het belangrijkste klooster in Europa tijdens de Middeleeuwen - de abdij van Cluny - had op het hoogtepunt van zijn invloed rond 1200 een maximum van ca. 300 monniken.
In bijvoorbeeld Thailand, een ander prominent boeddhistisch land, lag het aantal monniken als deel van de mannelijke bevolking nooit hoger dan twee procent.
Het klooster had geen beperkingen ten aanzien van opleiding of ambities en analfabete monniken, die ook analfabeet wilden blijven waren welkom. Het monastieke systeem stootte alleen monniken uit die een moord hadden begaan of zich schuldig hadden gemaakt aan heteroseksueel geslachtsverkeer. Er waren geen opleidingseisen, examens, proeven of dergelijke die monniken moesten afleggen om in het klooster te blijven. Monniken die geen interesse of ambitie hadden in studie en/of meditatie waren even welkom als de geleerde monnik.
In het Mey-College of Mey Tratsang van Sera waren in 1951 circa 800 van de 2800 monniken ofwel 29% lezers. Van die 800 had de grote meerderheid slechts een elementaire geletterdheid, die niet verder ging dan het lezen van enige religieuze teksten. De overige 79% was geheel analfabeet. De niet-lezers werkten voor het klooster of leefden van de dagelijkse distributie van voedsel door het klooster tijdens gebedsdiensten.
In de concurrentie tussen de verschillende kloosters was er de neiging om steeds meer land en inkomsten te realiseren. Daardoor kwam er ook hevig verzet tegen iedere maatregel van de staat om inkomsten anders te besteden. Het maakte hen ook overtuigd voorstander van een economisch systeem dat op arbeid van horigen was gebaseerd en daarmee ook ultra-conservatief. In de eerste helft van de 20e eeuw zouden dan ook de kloosters het voortouw nemen bij het verzet tegen hervormingen in Tibet.

## Tibetaans boeddhisme in het Westen en in de diaspora
Westerse opvattingen over Tibetaans boeddhisme schetsten - met slechts enkele uitzonderingen - tot een eind in de 20e eeuw een dominant negatief beeld over het Tibetaans boeddhisme.
Daar is feitelijk slechts pas een verandering in gekomen na het ontstaan van de Tibetaanse diaspora vanaf 1960. Een aantal Tibetaanse tradities hebben een nieuw missiegebied gevonden in het Westen.

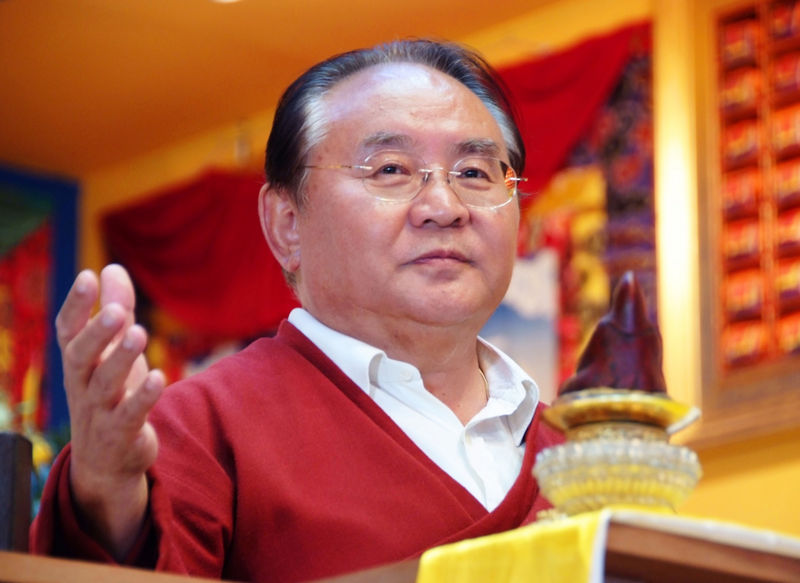
Sogyal Rinpoche in 2008

De meeste van de religieuze leiders in Tibet zijn tijdens de diaspora gevlucht en de generatie die nog in het historische Tibet van voor 1959 is opgeleid wordt steeds geringer. De nieuwe tulku's krijgen hun opleiding en training in een fundamenteel andere maatschappelijke context dan in het Tibet voor 1959. Dat heeft invloed op de kwaliteit van die opleiding in de zin van de beheersing van de Tibetaans boeddhistische canon. De belangen - ook financiële - zijn in essentie niet zo verschillend van het historische Tibet, maar ze zijn groter en spelen zich af in een samenleving die fundamenteel daarvan verschilt.
In het eerste decennium van de 21e eeuw is een debat ontstaan over de toekomst van het Tibetaans boeddhisme. Een toenemend aantal lama's en bewegingen zoals Sogyal Rinpoche, de beweging Nieuwe kadampa heeft Tibet en feitelijk ook het hele Himalayagebied als voertuig en adherentiegebied voor het Tibetaans boeddhisme opgegeven. Ruim 50 jaar Tibetaans ballingschap zonder vooruitzicht op - in die ballingschap - gewenste veranderingen en een Tibet dat sinds 1959 immense veranderingen heeft ondergaan spelen daarbij een rol. Deze groeperingen zien hun rol in het Westen vooral als het behouden en doorgeven van de wijsheid van het Tibetaanse boeddhisme.
De huidige dalai lama verbindt de overleving van het Tibetaans boeddhisme met de politieke kwestie van Tibet.
 We moeten de noodzakelijkheid van het overleven en het bewaren van het Tibetaans boeddhisme juist plaatsen. Hiervoor is het land, het fysieke land van Tibet cruciaal. We doen ons best de Tibetaanse tradities buiten Tibet te bewaren. Maar er is een gevaar dat dit zal veranderen, dat het Tibetaans boeddhisme niet zal overleven weg van de beschermende schil van ons vaderland. Voor de zaak van dit Tibetaans boeddhisme, dat gezien kan worden als de vervolmaking van de Boeddha Dharma is het heilige land van Tibet van vitaal belang. Het is onwaarschijnlijk dat het Tibetaans boeddhisme kan overleven als een culturele en spirituele realiteit als de fysieke verschijning gesmoord wordt in Chinese bezetting. Dus actieve steun voor de Tibetaanse zaak is geen politieke zaak. Het is het werk van de Dharma.

### Filmografie
Bekende films over het Tibetaans zijn bijvoorbeeld Little Buddha (1993) van Bernardo Bertolucci, Samsara van Pan Nalin (2001), Travellers and Magicians van Dzongsar Khyentse Norbu (2003) en Milarepa van Neten Chokling (2006).
De veertiende dalai lama Tenzin Gyatso werkte mee aan enkele documentairefilms over het Tibetaans boeddhisme, waaronder aan The Tibetan Book of the Dead (1994) en On Life & Enlightenment (2006). Andere films in dit genre zijn onder meer The Jew in the Lotus (1998), Trials of Telo Rinpoche (1999) en God Wears My Underwear (2005).